# Jenna Black
Pour les articles homonymes, voir Black.
Œuvres principales
- Série Morgane Kingsley
- Série Fille d'Avalon

Jennifer Bellak, née en 1965, est une écrivaine américaine de romances paranormales  qui utilise le nom de plume de Jenna Black pour écrire des romans de fantasy urbaine.

## Biographie
Jenna Black a fait paraître un roman sous son nom d'épouse, Jennifer Barlow et au moins deux nouvelles sous son nom de jeune fille.
Elle a été élevée à Philadelphie. Elle a obtenu son diplôme universitaire en anthropologie physique et en français à l’université Duke. Elle espérait devenir primatologue, mais a fini par rédiger de la documentation technique. Son premier roman, Watchers in the Night, est sorti en 2006.
Elle est un membre éminent de la « Heart of Carolina Romance Writers ». Jenna est représentée par Miriam Kriss, agent à l’agence littéraire Irene Goodman.

## Œuvres

### SérieGuardians of the Night
1. (en) Watchers in the Night, 2006
2. (en) Secrets in the Shadows, 2007
3. (en) Shadows on the Soul, 2007
4. (en) Hungers of the Heart, 2008

### SérieMorgane Kingsley
1. Démon intérieur, Milady, 2009 ((en) Devil inside, 2007)
2. Moindre Mal, Milady, 2009 ((en) The Devil you know, 2008)
3. Confiance aveugle, Milady, 2010 ((en) The Devil's due, 2008)
4. Faute avouée, Milady, 2010 ((en) Speak of the devil, 2009)
5. Péchés capitaux, Milady, 2010 ((en) The devil's playground, 2010)

### SérieFille d'Avalon
1. Derrière le voile, J'ai lu, 2013 ((en) Glimmerglass, 2010)
2. La Chasse infernale, J'ai lu, 2013 ((en) Shadowspell, 2011)
3. Envoûtant Murmure, J'ai lu, 2014 ((en) Sirensong, 2011)

### SérieDescendants
1. (en) Dark Descendant, 2011
2. (en) Deadly Descendant, 2012
3. (en) ogue Descendant, 2013

### SérieBecket Walker
1. (en) Nightstruck, 2016

### Romans indépendants
- (en) Hamlet Dreams, 2001Sous le nom de Jennifer Barlow.